# Jochen Abraham Frowein
Jochen Abraham Frowein (* 8. Juni 1934 in Berlin) ist ein deutscher Rechtswissenschaftler. Er wirkte unter anderem als ordentlicher Professor für Öffentliches Recht, Völker- und Staatsrecht.

## Leben
Frowein studierte von 1953 bis 1956 Rechtswissenschaft an den Universitäten Kiel, Berlin und Bonn. Sein erstes Staatsexamen legte er 1956 in Köln ab. Im Anschluss daran absolvierte er von 1957 bis 1961 sein Referendariat, das in den Jahren 1957/1958 von einem Studium an der University of Michigan Law School, wo er den Grad eines Master of Comparative Law (M.C.L.) erwarb, unterbrochen war. Während des Referendariats erfolgte 1960 in Bonn seine Promotion zum Dr. jur. 1962 legte er in Düsseldorf das zweite Staatsexamen ab. Nach einer Tätigkeit als wissenschaftlicher Referent am Max-Planck-Institut für ausländisches öffentliches Recht und Völkerrecht in Heidelberg bzw. als wissenschaftlicher Assistent am Institut für öffentliches Recht an der Universität Bonn erfolgte 1967 in Bonn seine Habilitation, wo er seine Lehrtätigkeit begann.
Nach ordentlichen Professuren für Staats- und Völkerrecht an der Ruhr-Universität Bochum von 1967 bis 1969 und an der Universität Bielefeld von 1969 bis 1981 war er von 1981 bis 2002 Direktor des Max-Planck-Instituts für ausländisches öffentliches Recht und Völkerrecht in Heidelberg und zeitgleich Professor an der Universität Heidelberg. Ab 1977 war er Vizepräsident der Deutschen Forschungsgemeinschaft, von 1999 bis 2002 Vizepräsident der Max-Planck-Gesellschaft.
Von 1972 bis 1975 war er Mitglied des Wissenschaftsrats und von 1973 bis 1993 Mitglied der Europäischen Menschenrechtskommission, einem Organ des Europarates, das die Durchsetzung der EMRK sichern sollte.
Frowein war im Jahr 2000 gemeinsam mit Martti Ahtisaari (Finnland) und Marcelino Oreja Aguirre (Spanien) von 14 Mitgliedstaaten der Europäischen Union zum Rat der Weisen ernannt worden, die eine Regierungskoalition der rechtspopulistischen FPÖ mit der konservativen ÖVP in Österreich untersuchen sollten. Sanktionen, die zuvor gegen das Land von den restlichen EU-Ländern verhängt worden waren, wurden aufgrund der Empfehlungen der „3 Weisen“ wieder aufgehoben.
Mehrfach hatte Frowein die Bundesrepublik Deutschland in mündlichen Verhandlungen vor der Großen Kammer des Europäischen Gerichtshofes für Menschenrechte vertreten, unter anderem in den Verfahren Jahn u. a. ./. Bundesrepublik Deutschland (Beschwerde der Neusiedlererben), von Maltzan u. a. ./. Bundesrepublik Deutschland (Beschwerde der Bodenreformenteigneten) und Gäfgen ./. Bundesrepublik Deutschland (Beschwerde wegen Folterandrohung durch Behörden). Im September 2019 gehörte er zu den etwa 100 Staatsrechtslehrern, die sich mit dem offenen Aufruf zum Wahlrecht Verkleinert den Bundestag! an den Deutschen Bundestag wandten.
Er ist Mitherausgeber des Archivs des öffentlichen Rechts.
Frowein ist Mitglied des Institut de Droit international.
Jochen A. Frowein war verheiratet mit Lore Frowein, geborene Flume (* 11. November 1935; † 7. April 2013), der Tochter von Werner Flume, lebte unter anderem in Bielefeld, ist Rotatier und hat drei erwachsene Kinder.

## Ehrungen
- 1984: Verleihung der Ehrendoktorwürde durch die Universität Sevilla
- 1997: Verleihung der Ehrendoktorwürde durch die Universität Leuven
- 1998: Verleihung der Ehrendoktorwürde durch die Universität Szeged
- 1999: Verleihung der Ehrendoktorwürde durch die Universität Bielefeld
- 2000: Verleihung der Ehrendoktorwürde durch die Universität Paris II

## Schriften (Auswahl)
- Völkerrecht – Menschenrechte – Verfassungsfragen Deutschlands und Europas. Ausgewählte Schriften. Hrsg. von Matthias Hartwig, Springer, Berlin 2004, ISBN 3-540-23023-8.
- mit Wolfgang Peukert: Europäische Menschenrechtskonvention. EMRK-Kommentar. Engel, Kehl 1985, ISBN 3-88357-008-7 (4. Aufl. 2024).
- Das de-facto-Regime im Völkerrecht. Eine Untersuchung zur Rechtsstellung nichtanerkannter Staaten und ähnlicher Gebilde. Heymann, Köln/Berlin 1968 (Habil.-Schrift).
- Die selbständige Bundesaufsicht nach dem Grundgesetz. Jur. Diss. Bonn 1961.